# オーストラリア証券取引所
オーストラリア証券取引所（オーストラリアしょうけんとりひきじょ、Australian Securities Exchange Limited または Australian Stock Exchange: ASX) はオーストラリアのシドニーにある、同国随一の証券取引所である。
現在、取引はすべて電子化されている。
Australian Securities Exchange Limited は株式会社組織であり、ASX 自身に上場している。
同社は Australian Stock Exchange とシドニー先物取引所 (en:Sydney Futures Exchange (SFE)) を運営している。
同取引所の前身は植民地（現在の州）別の取引所として早くは1871年から設立された。
1987年、現在の会社組織が形成され、Australian Stock Exchange Limited として発足した。
2006年7月25日、同社は SFE を併合し、Australian Securities Exchange Limited に社名を変更した。
ASX 全体を代表する株価指数はS&P/ASX 200および en:All Ordinariesである。他に、銘柄数に対応するS&P/ASX 20、S&P/ASX 50、S&P/ASX 100、S&P/ASX 300などがある。
なお、オーストラリアでは ASX の他に en:National Stock Exchange of Australia Limited (NSX)  
がニューサウスウェールズ州のニューカッスルおよびウロンゴン、ビクトリア州のen:ベンディゴで
証券取引所を運営し、中小・新興市場として機能している。